# 菩薩岩摩崖造像
菩薩岩摩崖造像位於四川省資陽市雁江區，文物遺址年代判定為唐。2012年7月16日公佈為第八批四川省文物保護單位。
菩薩岩摩崖造像位於四川省資陽市雁江區中和鎮中和村14組。該摩崖造像坐西向東，鑿于長25米、高6米的崖壁上，共7盒。造像始鑿于唐代。其中1號龕造像22尊，立面呈長方形，寬2.9米、高2.3米、深2.2米，龕內鑿一佛二弟子二菩薩二天王二力士、天龍八部，龕內題刻：“楊春序為三男生瘡祈愈同治癸酉正月二十九日立”。菩薩岩摩崖造像雕刻技藝精湛，人物造型精美，有著重要的文物研究價值和文物保護價值。